# Saldremos a la lluvia
Saldremos a la lluvia es el cuarto álbum del cantautor español Manolo García como solista, que salió a la venta el 13 de mayo de 2008. El disco, compuesto por 14 canciones, incluye una pista multimedia con el videoclip de la canción «No estés triste».
Para ilustrar la portada del álbum, se usó una fotografía del naturalista José María Benítez, amigo del cantautor, quién radica en Extremadura.
También se comercializó una edición especial en Digibook (DVD+CD) con 22 canciones en el CD, que incluye las canciones ya editadas anteriormente, excepto «Sabrás que andar es un sencillo vaivén (Primera versión)», más 9 canciones inéditas (Cuatro versiones acústicas y cinco remezclas instrumentales) y además el DVD con 13 de las canciones del álbum original en sonido 5.1 con montaje audiovisual y los videoclips de «No estés triste» y «Sabrás que andar es un sencillo vaivén».

## Lista de canciones

### Edición en CD
Todas las canciones escritas y compuestas por Manolo García. 
| N.º | Título                                                             | Duración |  |
| 1.  | «Saldremos a la lluvia»                                            | 4:10     |  |
| 2.  | «No estés triste»                                                  | 3:44     |  |
| 3.  | «Morder el polvo»                                                  | 4:42     |  |
| 4.  | «Provincia de Río Negro»                                           | 3:24     |  |
| 5.  | «Me he sentado a esperar»                                          | 3:43     |  |
| 6.  | «Sabrás que andar es un sencillo vaivén»                           | 3:33     |  |
| 7.  | «Tu pequeña tienda»                                                | 2:50     |  |
| 8.  | «Los cítricos amantes»                                             | 2:59     |  |
| 9.  | «Contigo me quedaría»                                              | 4:04     |  |
| 10. | «En el batir de los mares»                                         | 4:29     |  |
| 11. | «A lo lejos del río»                                               | 4:28     |  |
| 12. | «Cierro la noche»                                                  | 4:35     |  |
| 13. | «Sueño n° 28. No recalificable. No reurbanizable. Sin publicidad.» | 3:39     |  |

| Bonus Tracks (Enhanced CD) |                                                            |          |  |
| N.º                        | Título                                                     | Duración |  |
| 14.                        | «Sabrás que andar es un sencillo vaivén» (Primera Versión) | 3:36     |  |
| 15.                        | «No Estés Triste videoclip» (Primera Versión)              | 3:40     |  |

### Edición en Digibook
Todas las canciones escritas y compuestas por Manolo García. 
| N.º | Título                                                             | Duración |  |
| 1.  | «Saldremos a la lluvia»                                            | 4:10     |  |
| 2.  | «No estés triste»                                                  | 3:44     |  |
| 3.  | «Morder el polvo»                                                  | 4:42     |  |
| 4.  | «Provincia de Río Negro»                                           | 3:24     |  |
| 5.  | «Me he sentado a esperar»                                          | 3:43     |  |
| 6.  | «Sabrás que andar es un sencillo vaivén»                           | 3:33     |  |
| 7.  | «Tu pequeña tienda»                                                | 2:50     |  |
| 8.  | «Los cítricos amantes»                                             | 2:59     |  |
| 9.  | «Contigo me quedaría»                                              | 4:04     |  |
| 10. | «En el batir de los mares»                                         | 4:29     |  |
| 11. | «A lo lejos del río»                                               | 4:28     |  |
| 12. | «Cierro la noche»                                                  | 4:35     |  |
| 13. | «Sueño n° 28. No recalificable. No reurbanizable. Sin publicidad.» | 3:39     |  |
| 14. | «Provincia de Río Negro» (Versión acústica)                        | 3:15     |  |
| 15. | «En el batir de los mares» (Versión acústica)                      | 4:16     |  |
| 16. | «A lo lejos el río» (Versión acústica)                             | 3:10     |  |
| 17. | «Cierro la noche» (Versión acústica)                               | 5:00     |  |
| 18. | «Saldremos a la lluvia» (Remezcla instrumental)                    | 3:30     |  |
| 19. | «No estés triste» (Remezcla instrumental)                          | 3:16     |  |
| 20. | «Me he sentado a esperar» (Remezcla instrumental)                  | 3:00     |  |
| 21. | «Sabrás que andar es un sencillo vaivén» (Remezcla instrumental)   | 3:40     |  |
| 22. | «Tu pequeña tienda» (Remezcla instrumental)                        | 2:54     |  |